# Martín López-Zubero
Martín López-Zubero Purcell (ur. 23 kwietnia 1969 w Jacksonville, w Stanach Zjednoczonych) – hiszpański pływak specjalizujący się w stylu grzbietowym oraz stylu motylkowym, mistrz olimpijski, Świata i Europy.
Jego największym sukcesem jest mistrzostwo olimpijskie na 200 m stylem grzbietowym na IO w Barcelonie w 1992.
W 2004 został uhonorowany członkostwem w International Swimming Hall of Fame.
Jego starszym bratem jest David López-Zubero, także hiszpański pływak.

## Wyróżnienia
- International Swimming Hall of Fame (2004)